# Haïdara Aïchata Alassane Cissé
Pour les articles homonymes, voir Cissé.
Haïdara Aïchata Alassane Cissé, dite Chato, est une femme politique malienne née le 26 juillet 1958 à Bourem, membre de l'Union malienne du Rassemblement démocratique africain (UM-RDA).

## Carrière
Détentrice d'un brevet de technicien supérieur en comptabilité obtenu à Paris, elle travaille dans les transports et le tourisme, notamment à Air Afrique où elle est entre autres chargée de la communication. Elle est secrétaire générale du Syndicat des Travailleurs d'Air Afrique au Mali ainsi que du Syndicat des Transports aériens. Elle est de 1984 à 2000 secrétaire de la Fédération internationale des ouvriers du transport pour l'Afrique francophone. 
Elle est élue à l'Assemblée nationale aux élections législatives maliennes de 2007 ; elle est réélue en 2013 et en 2020.
En étant à la tête du Mouvement pour le Renouveau Démocratique (MRD) en 2020, elle devient la première femme dirigeant un groupe parlementaire à l'Assemblée nationale. L'Assemblée nationale est dissoute le 19 août 2020 après un coup d'État.